# ويليام أوين سميث
ويليام أوين سميث (بالإنجليزية: William Owen Smith)‏ هو محامي أمريكي، ولد في 4 أغسطس 1848 في Kōloa, Hawaii ‏ في الولايات المتحدة، وتوفي في 13 أبريل 1929 في هونولولو في الولايات المتحدة.